# Димитър Рангелов
Димитър Димитров Рангелов е български футболист, играещ като нападател за Крийшоф.

## Кариера

### Славия
Роден в София, Рангелов започва професионалната си кариера със Славия (София), като професионалният му добют е на 3 юни 2000, срещу Берое. Състезава се за Славия до 2006 година.

### Страсбург
През 2006 е купен от Страсбург за 1 млн. евро. През 2007 е отдаден под наем в Ерцгебирге Ауе за 6 месеца, а след това отива за половин година в Енерги Котбус.

### Енерги Котбус
След като прекарва половин сезон под наем в Енерги Котбус, той успява да впечатли ръководството им и те го купуват.

### Борусия Дортмунд
На 16 юни 2009, Рангелов преминава в Борусия Дортмунд за 1 млн. евро, като подписва 4-годишен договор.